# Дуладія
Дула́дія (Дху-Ладхія, Дхуладія, Дхуладхія) — невеликий острів в Червоному морі в архіпелазі Дахлак, належить Еритреї, адміністративно відноситься до району Дахлак регіону Семіен-Кей-Бахрі.

## Географія
Розташований між островами Нора на північному сході та Дахлак на південному заході. Має компактну форму, довжина острова 4,5 км, ширина 1,5-2 км. З усіх сторін острів облямований піщаними мілинами. Має декілька бухт.